# Conversion (philosophie)
Pour le sens religieux du terme, voir Conversion religieuse. Pour les autres significations, voir Conversion.
La conversion en philosophie est un acte personnel qui consiste en un profond changement de regard sur soi et sur le monde. La conversion philosophique se rapproche de la conversion religieuse mais ne se confond pas avec elle.
Le terme de conversion est employé en un sens philosophique notamment par Platon (περιαγωγή, périagogé en grec ancien), Plotin, Henri Bergson et Gabriel Liiceanu.

## La philosophie comme conversion

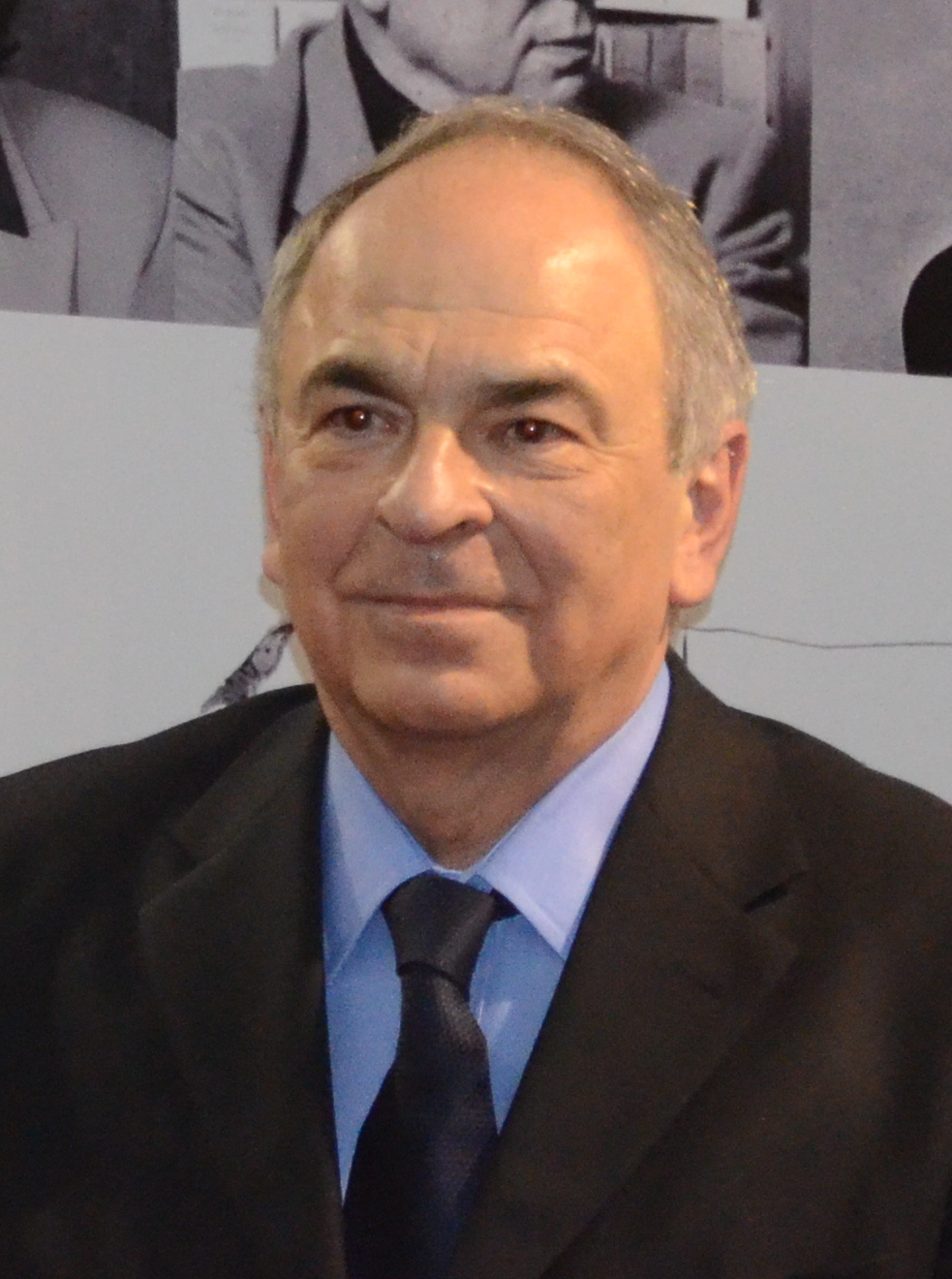
Gabriel Liiceanu, philosophe roumain qui a défini la conversion en philosophie.

L'écrivain et philosophe Gabriel Liiceanu donne un sens général à la conversion en philosophie. Il la définit comme un « saut » qui implique notamment un changement de regard et surtout un changement de langage. Il affirme qu'il y a une rupture entre le langage philosophique et le langage non-philosophique, qui ne parlent pas de la même chose ni dans les mêmes termes. Liiceanu compare la conversion philosophique à la conversion de Paul, le futur apôtre tombé de son cheval sur le chemin de Damas, à la suite d'une illumination religieuse.

Liiceanu écrit: 
« Non, la philosophie, étrange folie, présuppose un retournement, une périagogè, un chemin de Damas. Pour faire de la philosophie il ne suffit pas d'avoir des idées générales. La philosophie n'est pas le simple prolongement d'une science que l'on envisagerait alors d'un point de vue plus élevé. On ne fait pas de philosophie avec de la psychologie mais avec de la philosophie, c'est-à-dire en partant d'un aveuglement préalable avant que ne survienne l'illumination sur le chemin de Damas qui entraîne alors une conversion, une rupture, le saut dans un autre langage, langage défini par Hegel comme celui de la raison et qui diffère de celui de l'intellect. »
Liiceanu s'oppose en cela à la thèse qui voudrait que l'on puisse passer de la psychologie ou de la psychiatrie à la philosophie en s'élevant par degrés. Il emploie l'opposition hégélienne entre l'intellect, qui reste extérieur à son objet et le décompose pour le connaître, et la raison, qui adopte un point de vue totalisant et comprend l'objet comme se trouvant en elle.

## Histoire de la notion

### La conversion chez les Anciens
Platon (périagogè) et Plotin (épistrophè) évoquent la conversion pour parler du processus par lequel l'âme se détourne du sensible pour se tourner vers l'intelligible.
Chez Platon, le terme désigne le fait de détourner son regard du sensible en tant que tel, et de tourner son regard vers les Formes, purement intelligibles et invisibles. Platon emploie aussi le terme d’epistrophè en grec ancien, mais une seule fois cependant,.
Le terme épistrophè est repris par Plotin, philosophe alexandrin : la conversion est le mouvement inverse de la procession ou émanation : c'est le fait de s'élever et de tourner son regard vers les réalités purement intelligibles, au premier chef l'Âme puis l'Intellect, pour préparer l'union avec l'Un, qui est puissance de toutes choses.
Augustin d'Hippone traduit le terme en latin conversio, et lui donne un sens religieux.

### La conversion chez Henri Bergson
Henri Bergson s'appuie sur le sens néoplatonicien du terme, mais lui donne une autre direction. Plutôt que de nous mener vers les réalités éternelles, intemporelles et immobiles pour Bergson, la conversion doit nous tourner vers la réalité changeante. Il définit la philosophie comme une « conversion de l'attention », qui consiste à faire violence à son intelligence qui tend à considérer les choses d'un point de vue spatialisé et utilitaire en vue de l'action, pour arriver à une « vision directe » ou intuitive de la réalité, temporelle et désintéressée.
Le philosophe français emploie plusieurs fois le terme exact de « conversion » dans son ouvrage La Pensée et le Mouvant. Il s'inspire en partie du sens néoplatonicien du terme, mais l'infléchit dans un sens qui lui est propre. Henri Gouhier, spécialiste de la pensée de Bergson, explique que chez ce dernier la conversion est un acte de l'esprit qui se détourne du mode de pensée de l'intelligence, laquelle fixe le mouvant dans des concepts immobiles, pour se tourner intuitivement vers la réalité mouvante. Il écrit que « l'esprit se meut de l'[intelligence] à l'[intuition] par conversion, au sens original du terme : on se détourne de… pour se tourner vers… ».

Bergson utilise d'abord le terme de conversion pour formuler l'« intuition de Spinoza », qui est la suivante : 
« […] le sentiment d'une coïncidence entre l'acte par lequel notre esprit connaît parfaitement la vérité et l'opération par laquelle Dieu l'engendre, l'idée que la « conversion » des Alexandrins, quand elle devient complète, ne fait plus qu'un avec leur « procession », et que lorsque l'homme, sorti de la divinité, arrive à rentrer en elle, il n'aperçoit plus qu'un mouvement unique là où il avait vu d'abord les deux mouvements inverses d'aller et de retour. »

Bergson parle, cette fois à propos de sa propre philosophie, de « conversion de l'attention » pour définir le travail philosophique lui-même : 
« Il s'agirait de détourner cette attention du côté pratiquement intéressant de l'univers et de la retourner vers ce qui, pratiquement, ne sert à rien. Cette conversion de l'attention serait la philosophie même. »
En ce sens, la conversion, au lieu de nous amener vers une éternité immobile, nous insère dans le changement.
Bergson est également concerné par la conversion, au sens religieux du terme cette fois. En effet, il explique dans son testament rédigé en 1937 et rendu public par son épouse après sa mort, qu'il se serait converti au catholicisme si le devoir de solidarité avec les Juifs persécutés ne l'avait pas retenu de le faire. Les philosophes et théologiens de l'époque ont beaucoup débattu à propos du statut religieux ou non de la métaphysique bergsonienne, notamment Charles Péguy, Jacques Maritain, Antonin-Gilbert Sertillanges, Jacques Chevalier, mais aussi de nombreux autres. La spécialiste du sujet Catherine Chalier commente ce « désir de conversion » dans son ouvrage éponyme.

## Rapports avec la conversion religieuse

### Le modèle de saint Paul
La conversion de Paul a été commentée par plusieurs philosophes contemporains, parfois athées et même marxistes comme Alain Badiou, dans son livre Saint Paul : La fondation de l'universalisme. Badiou s'interroge sur l'aspect religieux de la conversion paulinienne, et la caractérise comme une forme de subjectivation à partir d'une déclaration de foi.